# ماکس بیل
ماکس بیل (آلمانی: Max Bill; ۲۲ دسامبر ۱۹۰۸ – ۸ دسامبر ۱۹۹۴) یک معمار، نقاش، و مجسمه‌ساز، طراح صنعتی و گرافیک اهل سوئیس بود. از آثار او می‌توان به یادبود انیشتین (۱۹۸۲، الم) و پاویون مجسمه (۱۹۸۳، زوریخ) اشاره کرد.